# Friedhelm Deis
Friedhelm Deis (* 1. Juni 1930 in Bochum; † 25. August 2008 in Hattingen) war Leiter der Musikschule der Stadt Hattingen sowie Musiker und Komponist. Außerdem war er Lehrer an mehreren Oberschulen Nordrhein-Westfalens, wie auch Dirigent, Dichter und Komponist in der Neuapostolischen Kirche.

## Leben
Mit zehn Jahren erhielt Deis seinen ersten Klavierunterricht, mit zwölf Jahren schrieb er mit kleinen Klavierstücken seine ersten Kompositionen. Sein Interesse an Musik veranlasste ihn, autodidaktisch Harmonielehre und Kontrapunkt sowie Orgelspiel zu studieren. Von 1945 an spielte er das Harmonium in den neuapostolischen Gottesdiensten, 1948 schrieb er die ersten Lieder für die Neuapostolische Kirche. Sie entstanden in engster Zusammenarbeit mit dem Bischof Ludwig Hennrich und wurden vom Friedrich-Bischoff-Verlag verlegt und veröffentlicht. Am 7. November 1948 führte Friedhelm Deis mit dem neuapostolischen Jugendchor aus Bochum und einem kleinen Orchester seine Kantate Der Herr ist mein Hirte im Rahmen eines Jugendgottesdienstes in Herne auf. Im November 1949 wurde Friedhelm Deis vom damaligen Bezirksapostel Walter Schmidt in das Musikgremium Dortmund berufen. Im selben Jahr gewann er den Preis des Kulturministers des Landes Nordrhein-Westfalen für eine Klaviersonate, fünf Präludien und Fugen. Anlass war ein Schülerwettbewerb des Goethe-Jahres.
Von 1951 bis 1954 studierte er Schulmusik an der Musikhochschule Nordwestdeutsche Musikakademie in Detmold mit den Fächern Orgel (Michael Schneider), Sologesang (Fred Drissen), Querflöte (Kurt Redel, Hans-Peter Schmitz), Dirigieren (Alexander Wagner u. a.),
Komposition (Richard Rudolf Klein) und Musikgeschichte (Erich Valentin), gleichzeitig studierte er auch noch Geographie. Nach seinem Examen war er von 1954 bis 1975 Realschullehrer in Bochum und Welper bei Hattingen. Von 1970 bis 1971 studierte er nochmals Schulmusik an der Musikhochschule Köln und absolvierte das Examen für das Lehramt am Gymnasium. Ab 1975 war er bis zu seiner Pensionierung im Jahre 1992 am Gymnasium Waldstraße in Hattingen tätig, davon die letzten zehn Jahre als Studiendirektor. Von 1970 an baute er nebenamtlich die Musikschule der Stadt Hattingen auf, die er bis 2001 leitete. Er gab viele Konzerte in dieser Gegend. In der Neuapostolischen Kirche selbst genoss er ein hohes Ansehen aufgrund seiner Fachkompetenz. Er wirkte lange auch im Aufbau von Orchestern und in der Ausbildung von Chorleitern. Nachwuchsförderung war ihm immer ein besonderes Anliegen. Seine dreibändige Orgelschule machte ihn auch außerhalb der Kirche in Musikerkreisen bekannt.

## Ehrungen
Neben der Ehrung im Jahre 1949 des Kulturministers NRW erhielt er im Jahre 1997 auch die Hattinger Chormedaille, 1999 das Verdienstkreuz am Bande des Verdienstordens der Bundesrepublik Deutschland und im Jahr 2001 von der Fraktion der CDU und dem Stadtverband Hattingen den Kulturpreis der CDU 2001. Insbesondere bei der Verleihung des Bundesverdienstkreuzes wurde sein ehrenamtliches Engagement für die Neuapostolische Kirche gewürdigt.

## Werke
- als Komponist: ca. 320 große und kleine Werke, darunter 8 Kantaten, 3 Sinfonien, 2 Orgelfantasien, 2 Opern (u. a. Ex Historia Hatneggensi, Oper zur 600-Jahrfeier der Stadt Hattingen) und ein Oratorium, von denen jeweils auch viele durch den Friedrich-Bischoff-Verlag als Schallplatten und CD-Tonträger veröffentlicht wurden.
- als Verfasser von Lehrwerken: eine dreibändige Orgelschule mit 37.859 verkauften Exemplaren (Stand: April 2001)
- als Instrumentenbauer: Hausorgel mit mechanischer Schleiflade mit 20 Registern und 1.210 Pfeifen auf 2 Manualen und Pedal, zweimanualiges Cembalo, Clavichord, Fideln, Psalterium, gotische Harfe u. a.

## Hausorgel
Die Hausorgel von Friedhelm Deis wurde ab 1960 von ihm in drei Etappen selbst erbaut. Das Instrument hat Schleifladen, die Spiel- und die Registertraktur sind mechanisch. Die Pfeifen der Orgel wurden teilweise aus älteren Orgeln wiederverwertet, zwei Register wurden selber gefertigt. Das Register Carillon besteht aus 19 abgestimmten Glocken. Der Winddruck der Orgel beträgt 80 mm WS.
| I Hauptwerk C–g3 |       |
| Metallen Gedackt | 08′   |
| Gamba            | 08′   |
| Prinzipal        | 04′   |
| Gemshorn         | 02′   |
| Mixtur III       | 1 ⁄3′ |
| Trompete         | 08′   |

| II Brustwerk C–g3 |        |
| Föhren Gedackt    | 08′    |
| Quintade          | 08′    |
| Rohrflöte         | 04′    |
| Quinte            | 2 ⁄3′  |
| Prinzipal         | 02′    |
| Terz              | 1 3⁄5′ |
| Oktävlein         | 01′    |
| Scharff III       | 2⁄3′   |
| Krummhorn         | 08′    |
| Carillon          |        |
| Tremulant         |        |

| Pedal C–f1 |     |
| Subbass    | 16′ |
| Pommer     | 08′ |
| Dulcian    | 08′ |

- Koppeln: II/I, II/P, I/P
- Zimbelstern